# ویکتور ماهانیا
ویکتور ماهانیا (اسپانیایی: Victor Mahaña‎; ۱۲ اوت ۱۹۲۲ – ۶ سپتامبر ۲۰۰۱) بازیکن بسکتبال اهل شیلی بود. وی در بازی‌های المپیک تابستانی ۱۹۴۸، ۱۹۵۲ و ۱۹۵۶ شرکت کرده‌است.